# 박영수 (1982년)
박영수(1982년 10월 11일 ~ )은 대한민국의 뮤지컬 배우로 활동중이다.

## 학력
- 동명정보공업고등학교 졸업
- 서울예술대학 공연창작학부 연기 전공

## 출연작

### 뮤지컬
- 2003 《들풀》 - 마을사람
- 2003 《베로니카 죽기로 결심하다》 - 키 큰 정신병 환자
- 2003 《두상들의 만찬》 - M
- 2004 《맹진사댁 경사》 - 근친, 갑
- 2004 《심청전》 - 소경, 청년
- 2005 《조선제왕신위》 - 선비
- 2005 《그러나 낯설지 않은...》 - 박PD
- 2008 《춘향전》 - 앙상블
- 2008 《페르퀸트》 - 앙상블
- 2009 《15'23》 - 민호
- 2009 《바람의 나라 무휼편》 - 괴유
- 2009 《청 이야기》 - 덕이
- 2011 《바람의 나라 호동편》 - 운
- 2012 《윤동주, 달을 쏘다》 - 윤동주
- 2013 《아르센 루팡》 - 레오나르도
- 2013 《윤동주, 달을 쏘다》 - 윤동주
- 2013 《쓰릴 미》 - 나
- 2013 《잃어버린 얼굴 1895》 - 고종
- 2013 《요셉 어메이징》 - 요셉
- 2013 《푸른 눈 박연》 - 덕구
- 2013-2014 《요셉 어메이징》 - 요셉
- 2014 《김종욱 찾기》 - 김종욱 & 그 남자
- 2014 《소서노》 - 주몽
- 2014 《바람의 나라 무휼편》 - 괴유
- 2014 《들풀2》 - 이진엽
- 2014 《더데빌》 - X
- 2014 《뿌리 깊은 나무》 - 무휼
- 2015 《마마 돈 크라이》 - 드라큘라 백작
- 2015 《이른 봄 늦은 겨울》
- 2015 《신과함께_저승편》 - 진기한
- 2015 《잃어버린 얼굴 1895》 - 고종
- 2015 《뿌리 깊은 나무》 - 성삼문
- 2015-2016 《무한동력》 - 장선재
- 2016 《윤동주, 달을 쏘다》 - 윤동주
- 2016 《마마 돈 크라이》 - 프로페서 V[2]
- 2016 《국경의 남쪽》 - 김선호
- 2016 《놀이》 - 상현
- 2016 《곤 투모로우》 - 고종
- 2016 《잃어버린 얼굴 1895》 - 고종
- 2017 《더데빌》 - X-Black[3]
- 2017 《윤동주, 달을 쏘다》 - 윤동주
- 2017 《록키 호러쇼》 - 브래드 메이저스
- 2017 《신과 함께_저승편》 - 진기한
- 2017 《서편제》 - 동호
- 2017 《칠서》 - 서양갑
- 2018 《마마 돈 크라이》 - 드라큘라 백작[5]
- 2018 《오! 캐롤》 - 델 모나코
- 2018-2019 《랭보》 - 랭보
- 2018-2019 《마리퀴리》 - 피에르 퀴리[6]
- 2018-2019 《더데빌》 - X-black
- 2019 《윤동주, 달을 쏘다》 - 윤동주
- 2019 《미아 파밀리아》 - 스티비
- 2019 《블루사이공》 - 김상사
- 2019-2020 《영웅본색》 - 자걸
- 2020 《마마 돈 크라이》 - 드라큘라 백작

### 연극
- 2017 《지구를 지켜라》 - 이병구
- 2018 《아마데우스(연극)》 - 요제프 황제
- 2019 《도리안 그레이의 초상》 - 유진
- 2020 《지구를 지켜라》 - 이병구

### 기타
- 2014 《뮤지컬 이아기쇼 이석준과 함께 시즌2 - 수 특집》
- 2014 《온스테이지 시즌2 - 김도현, 김재범, 박영수 편》
- 2014 《뮤지컬 이야기쇼 이석준과 함께 시즌2 - 서울예술단 김도빈, 박영수, 조풍래 편》
- 2015 《달을품은큰별 콘서트》
- 2015 《Who Am I박영수, 김도빈, 조풍래 편》
- 2016 《전설의콘써트》
- 2016 《글로벌 라이브 쇼케이스 포이즌》
- 2016 《판스틸러 콘서트》
- 2017 《유메토모 콘서트 편지3》
- 《DCF FACTORY op.01 - THE 슈또풍》
- 2018 《창작산실 올해의 신작 마리퀴리 》
- 2018 《드라마 추리의 여왕 2》 - 오성태
- 《유메토모 4주년 기념 콘서트》
- 2019 《드라마 바람이 분다》